# Sunshine Anderson
Sunshine Anderson (Charlotte, Estados Unidos, 8 de octubre de 1974) es una cantante de neo soul estadounidense. Durante su niñez y adolescencia participó en distintos musicales y shows. Fue descubierta en la cafetería de la Universidad Central de Carolina del Norte, donde estudiaba, mientras trabajaba para la justicia del estado. 
Un amigo del vicepresidente de Soulife A&R, Mike City, escuchó cómo Anderson cantaba por lo que le recomendó a la compañía discográfica. Cuando se graduó se trasladó hasta Washington, donde continuó trabajando como funcionaria de recursos humanos. Más tarde se mudó a Los Ángeles. Allí empezó a trabajar con Mike City en lo que sería su primer álbum Your woman, editado en 2001. En este tiempo conoció a Macy Gray, siendo una de sus máximas ayudas. El álbum alcanzó el quinto puesto de las listas de ventas, y de él se extrajeron los sencillos «Heard it all before» y «Lunch or dinner».

## Discografía
| Año  | Álbum                | Discográfica              |
| ---- | -------------------- | ------------------------- |
| 2001 | Your woman           | Atlantic                  |
| 2007 | Sunshine At Midnight | Music World Entertainment |

- Datos: Q2745830
- Multimedia: Sunshine Anderson / Q2745830